# 신비의 거울속으로
《신비의 거울속으로》는 1995년 7월 12일부터 1995년 8월 31일까지 방영된 SBS 드라마 스페셜이다.

## 줄거리
뮤지컬에 꿈을 건 신세대 젊은이의 예술에 대한 열정과 사랑을 나눈 드라마이다.

## 등장 인물

### 주요 인물
- 이진우 : 김동일 역
- 박소현 : 주희 역
- 오대규 : 이현석 역
- 나현희 : 민정 역
- 김남주 : 나은하 역

### 주변 인물
- 남경주 : 지훈 역
- 김용건 : 황 전무 역
- 임현식 : 피터 조 역
- 김세준 : 선기 역
- 이아현 : 연희 역
- 원기준 : 원래 역
- 권홍석 : 김 사장 역
- 최태은 : 진수 역
- 장혜숙 : 유경 역
- 전금한 : 삼촌 역
- 김홍표 : 홍표 역
- 이하얀
- 고건령
- 이현아
- 정욱
- 이윤성

## 참고 사항
- 발성 등 연기의 기본을 갖추지 못한 배우들을 마구잡이로 투입시켜 따끔한 눈초리를 샀고[1] 결국 기대 이하의 성적에 그쳤다.
- 유명 뮤지컬 <Magic In The Mirror>의 제목을 그대로 따와 거센 비판을 샀다.[2]